# Houghton Mifflin
Houghton Mifflin Harcourt Publishing Company és una empresa editorial dels Estats Units. La seu principal de l'empresa es troba a Back Bay de Boston. Publica llibres de text, materials educatius tecnològics, avaluacions, obres de referència, i llibres de ficció i no-ficció per a joves i adults, incloent, el Best American series (col·leccions anuals d'obres de ficció i de no-ficció prèviament publicades).
Anteriorment, la companyia s'anomenava Houghton Mifflin Company, i va canviar el nom l'any 2007 arran de l'adquisició de Harcourt Publishing. És subsidiària d'Education Media and Publishing Group Limited, un holding empresarial de capital irlandès, registrat a les Illes Caiman, anteriorment coneguda com a Houghton Mifflin Riverdeep Group.